# Chiesa di San Biagio (Lucignano)
La chiesa di San Biagio è un edificio sacro che si trova in via Cavour a Pieve Vecchia, frazione di Lucignano.

## Descrizione
La chiesa era l'antica pieve di Lucignano. L'attuale chiesa, ad una navata, è moderna, ma la presenza dei resti di due arcate sul lato destro presuppone un rimaneggiamento architettonico di un edificio più antico.